# Sakovič
Sakovič je priimek več oseb:
- Anton Naumovič Sakovič, sovjetski general
- Jožef Sakovič, prekmurski rimskokatoliški duhovnik
- Sara Sakovič, slovenska odbojkarica